# グランツーリスモ5プロローグ
『グランツーリスモ5プロローグ』(Gran Turismo 5 Prologue) とは、2007年12月13日にソニー・コンピュータエンタテインメントから発売されたPlayStation 3 (PS3) 用のオンラインカーライフシミュレーター。

## 概要
2007年7月のE3で正式発表された。グランツーリスモシリーズのナンバリングタイトル『グランツーリスモ5』の先行発売版となる作品で、店頭で購入できるパッケージ品「Blu-ray Disc版」（BCJS30017）とPLAYSTATION Storeからの「ダウンロード版」（NPJA00021）が用意されている。ただし、両者はPS3上では区別して扱われ、セーブデータには互換性がない。
2008年10月30日には、当時最新のアップデートを適用した『グランツーリスモ5プロローグ Spec III』が新たなブルーレイディスク版・ダウンロード版として発売された。価格に変更はない。また同日発売の80GBモデルPS3本体（CECHL00シリーズ）に、期間限定で「Spec III」のBD版が同梱された。ディスク版のパッケージデザインは「GT by シトロエン」。
シリーズ初となるオンライン対戦が可能なことが最大の特徴。また、PS3へのプラットフォームの変更に伴い、インパネ視点の搭載やリニアPCM/ドルビーデジタル5.1ch対応など、グラフィック面・サウンド面でも大幅な進化を遂げている。特に車両のグラフィックは、エアインテークの内部やヘッドライトのレンズ部など細かな点も非常に精巧に出来ており、過去のシリーズや他のレースゲームの追随を許さない程に進化している。
初心者向けの入門編的位置付けのスクールモードが中心だった『グランツーリスモ4"プロローグ"版』とは異なり、指定条件下でノルマをクリアすることで賞金を稼ぎ、車を購入して進めていく「Event」モードが、今作のメインモードとなる。また、今作から、初心者向けの「スタンダード」と熟練者向けの「プロフェッショナル」の2つの挙動モードが搭載され、任意で選べるようになった（オンラインではイベントによって規定の挙動モードが設定されている）。
プロローグの名の通りGTのメインシリーズ作品と比較すればボリュームは少ないが、『グランツーリスモ5』の発売時期が大幅にずれ込んだこともあり、オンラインサービス期間は当時のシリーズ中息の長いソフトとなった。
グランツーリスモシリーズで初めて、インストールをしないとゲームをプレイできないシステムを採用した作品でもある。
2011年1月31日、グランツーリスモ5プロローグSpec IIIにおけるオンラインサービスを同年6月末に終了すると発表がなされたが、PSNの長期アクセス障害といった出来事もあり、2011年6月28日に「依然としてたくさんの皆様にご利用いただいているため」との理由で9月30日までに延長された。また、同年2月末をもってグランツーリスモ5プロローグSpec IIIのダウンロード版の販売も終了した。

### グランツーリスモTV
本ゲーム内で提供された動画配信サービス。自動車関連の番組『ベストモータリング』『トップ・ギア』『D1グランプリ』『SUPER GT』が有料配信された。最新車種のレポートなどオリジナルの無料動画も配信された。有料動画の購入は2009年12月29日で終了。グランツーリスモ5にも機能・サービスを強化したグランツーリスモTVが搭載された。また、「グランツーリスモ5プロローグ」でのグランツーリスモTVのサービスはGT5発売直後のメンテナンスによって無料番組のダウンロードを含め、利用することができなくなった。

### 無料体験版
2007年、PlayStation Networkで体験版が無料配布された。体験版には正式発表前の日産・GT-Rが収録されており、2007年10月20日～10月24日の間、車体には覆面が施されていた。
2007年10月24日、世界初の試みとして第40回東京モーターショー2007の日産・GT-R正式発表に合わせて、本作上でもPlayStation Networkを介して、除幕式（アンヴェイル）がリアルタイムに行われた。レアな覆面仕様の日産・GT-Rをプレイ出来たのは4日間のみだった。プレイヤーは全6色からボディーカラーが選択できた。
2007年11月30日、体験版の配布終了。また期間中は体験版に含まれるグランツーリスモTVで無料動画の配信が行われていたが、期間終了後はグランツーリスモTVの起動そのものが出来なくなった。

## アップデート
アップデートを行うには、インターネットへの接続が必要になる。ただしSpec IIIのパッケージ版を購入したユーザーはアップデートの必要がない。

### 2007年12月25日
オンライン対戦に対応した。その他の機能追加・調整も行われた。

### 2007年12月27日
ネットワーク通信処理を改善するアップデートが行われた。

### 2008年3月28日（Spec II）
2008年3月28日に「グランツーリスモ5プロローグ Spec II」と呼ばれるアップデータが配信された。このアップデートでは使用可能車種が34台追加され、BLITZなどのチューナーのコンプリートカーも追加された。実在するチューナーの車種以外にもグランツーリスモが独自で開発した架空の（何らかの形で実在することに成る可能性もあるが）コンプリートカーも追加。例を挙げると、グランツーリスモHDコンセプト内で出たスズキカプチーノのカーボンボンネット仕様などがある。コースはGTシリーズでもお馴染みのハイスピードリンク（順走、逆走）が追加された。また、各車種の詳細なセッティング（サスペンションやギア値など）を調整でき、セッティングA、B、Cの3つで保存することが可能。さらにGTHDで可能だったドリフトトライアルにも対応した。本アップデートからはオフライン2P対戦に対応した。その他の機能はEvent内容の刷新、GT-TVの番組追加、MyPageTOPの背景のロケ地の追加、各サーキットに走行ラインの表示（ON、OFF可能）、ディーラーで一部メーカーロゴの変更、シリーズ初となる実在するF1の乗車が可能となった。また、以前のリプレイデータは再生ができなくなった。

### 2008年4月15日
オンラインレースでの賞金分配方式を変更、パフォーマンスポイントの算定方式の調整、その他細かい改善が行われた。これによりランキング・クイックチューン・キーアサインがリセットされた。

### 2008年8月1日
このアップデートではグランツーリスモTVやその他細かいことなど、主にシステム面においての改善が行われた。

### 2008年10月3日（Spec III）
2008年10月3日のアップデートで、「Spec II」から「Spec III」となった。このアップデートでは使用可能車種が新たに3台増え、システム面でも、ゲームの難易度を下げ、逆に獲得賞金は増やすことで、新しいクルマを購入しやすくする調整やアナログコントローラーでの操作性の改善が行われた。しかしこの操作性の改善については賛否両論である(以前より操作しづらくなった、Spec Iの頃の操作性に戻ってしまった等の意見がある)。
北米でのGT5発売が2010年11月24日(日本では11月25日)に決まり、最終的にこの日に発売となった。そのため、このバージョンが最後のアップデートとなった。
グランツーリスモ5プロローグ オンラインアップデート履歴 - グランツーリスモ・ドットコム

## 収録コンテンツ

### 収録車種
Spec IIでの追加車種（以下のリストで「*」印）・IIIでの追加車種（「†」印）を含め、全74台を収録。
今作で初めて収録されたフェラーリの車両が特に多く収録されている。他のメーカーによって収録台数のバラつきが大きく、トヨタ車が1台も収録されていない(トヨタ関連であるレクサス車も1台のみの収録)。
- アキュラ
  - NSX '91
- アルファロメオ
  - 147 TI 2.0 ツインスパーク '06
  - ブレラ スカイウインドー 3.2 JTS Q4 '06
- アストンマーティン
  - アストンマーティン・DB9 クーペ '06 *
- アウディ
  - R8 4.2 FSI R トロニック '07
  - TT クーペ 3.2 クワトロ '07
- BMW
  - BMW 135i クーペ '07
  - BMW M3 クーペ '07
  - BMW Z4 '03
  - BMW コンセプト1シリーズ tii '07 *
- シボレー
  - コルベット Z06 '06
- シトロエン
  - シトロエン・C4クーペ 2.0VTS '05 *
  - GT by シトロエン '08 †
- ダイハツ
  - OFC-1 '07
  - コペン アクティブトップ '02
- ダッジ
  - バイパー GTS '02
  - バイパー SRT10 クーペ '06 *
- フェラーリ
  - 512BB '76 *
  - 599 '06
  - カリフォルニア '08 †
  - F2007 *
  - F40 '92 *
  - F430 '06
- フォード・モーター
  - フォーカス ST '06 *
  - マスタング V8 GT クーペ プレミアム '07
  - GT '06 *
- ホンダ
  - NSX タイプR '02 *
  - インテグラ タイプR '04
- ジャガー
  - XK クーペ ラグジュアリー '06 *
- ランチア
  - デルタ HF インテグラーレ エボルツィオーネ '91
- レクサス
  - IS F '07
- ロータス
  - エリーゼ '96
  - エリーゼ 111R '04
  - エヴォーラ '08 †
- マツダ
  - RX-7 スピリットR タイプA '02 *
  - RX-8 タイプS '07 *
  - アテンザ スポーツ 25Z '07
- メルセデス・ベンツ
  - SL 55 AMG '02
- ミニ
  - クーパー S '06 *
- 三菱
  - ランサーエボリューション IX GSR '05
  - ランサーエボリューション X GSR プレミアムパッケージ '07
- 日産
  - GT-R '07
  - GT-Rプロト '05
  - スカイライン GT-R V-spec II Nur '02
  - スカイライン クーペ 370GT タイプ SP '07
  - スカイライン クーペ コンセプト '07
  - スカイライン セダン 350GT タイプSP '07
  - フェアレディZ Version S '07
- ルノー
  - クリオ ルノー・スポール V6 24V '00
- スバル
  - インプレッサ WRX STI（18インチBBSホイール仕様） '07
  - インプレッサ WRX STI Spec-C TypeRA '05 *
- スズキ
  - カプチーノ '95
  - スイフトスポーツ '07
  - セルボ SR '07 *
- TVR
  - タスカン スピード6 '00
  - タモーラ '02 *
- フォルクスワーゲン
  - ゴルフ GTI '01
  - ゴルフ GTI '05 *
- アミューズ
  - S2000 GT1 ターボ *
- アート・モリソン
  - コルベット '60 *
- ブリッツ
  - ブリッツ ダンロップ ER34 '07 *
- マインズ
  - BNR34 スカイライン GT-R N1ベース '06 *
- Concept By GT
  - アミューズ/オペラパフォーマンス グランツーリスモ 350Z RS *
  - シボレー・コルベット Z06 /Tuned *
  - ダッジ・バイパー SRT10 クーペ /Tuned *
  - フォード・GT LM Spec II テストカー *
  - ロータス・エリーゼ 111R /Tuned *
  - ロータス・エリーゼ /Tuned *
  - 三菱・ランサーエボリューション IX /Tuned *
  - 三菱・ランサーエボリューション X /Tuned *
  - 日産・スカイライン クーペ /Tuned *
  - ルノー・クリオ ルノー・スポール V6 24V /Tuned *
  - スズキ・カプチーノ /HP Tuned *
  - スズキ・スイフト スポーツ /Tuned *

### 収録コース
- スーパースピードウェイ - デイトナ
- ロードコース - デイトナ
- 鈴鹿サーキット
- 鈴鹿サーキット 東コース
- 富士スピードウェイ F
- 富士スピードウェイ GT
- アイガー北壁コース （順走、逆走）
- ロンドン市街地コース（順走、逆走）
- ハイスピードリンク（順走、逆走）（Spec IIで追加）

デイトナとロンドン市街地はシリーズ初登場である。

## 関連商品

### CD関連
- Gran Turismo 5 Prologue Original Soundtrack（2008年2月20日、Village Records、VRCL-4009）

## 関連情報
- 2007年7月24日、フルハイビジョン (1080p) 画質のコンセプトムービー (Type A,Type B) が PLAYSTATION Store にて配信された。
- 2007年9月26日、フルハイビジョン (1080p) 画質のコンセプトムービー (Type C Short Version) が PLAYSTATION Store にて配信された。
- 2007年10月20日、PLAYSTATION Storeにて無料体験版配布開始。第40回東京モーターショー2007と連動したキャンペーンのため、同イベントの終了する11月11日までの期間限定であったが、11月30日まで延長された。